# Klasa okręgowa (grupa słupska)
Klasa okręgowa, grupa słupska – jedna z 3 grup klasy okręgowej na terenie województwa pomorskiego, która jest rozgrywkami szóstego poziomu ligowego piłki nożnej mężczyzn w Polsce, stanowiąca pośredni szczebel rozgrywkowy między IV ligą a Klasą A. 
Zmagania w jej ramach toczą się cyklicznie systemem kołowym. Zwycięzcy grupy uzyskują awans do IV ligi, gr. pomorskiej zaś najsłabsze zespoły relegowane są do poszczególnych grup klasy A. Organizatorem rozgrywek jest Pomorski Związek Piłki Nożnej (Pomorski ZPN). 

## Zwycięzcy i drużyny awansujące
| Sezon     | Zwycięzca grupy     | Pozostałe drużyny awansujące | Źródło |
| --------- | ------------------- | ---------------------------- | ------ |
| 2023/2024 | Bytovia Bytów       | brak                         | [ 1 ]  |
| 2022/2023 | Sokół Wyczechy      | Start Miastko                | [ 2 ]  |
| 2021/2022 | Sokół Wyczechy      | brak                         | [ 3 ]  |
| 2020/2021 | Sparta Sycewice     | brak                         | [ 4 ]  |
| 2019/2020 | Anioły Garczegorze  | brak                         | [ 5 ]  |
| 2018/2019 | Lipniczanka Lipnica | brak                         | [ 6 ]  |
| 2017/2018 | Jantar Ustka        | brak                         | [ 7 ]  |
| 2016/2017 | Start Miastko       | brak                         | [ 8 ]  |
| 2015/2016 | Sokół Wyczechy      | brak                         | [ 9 ]  |
| 2014/2015 | Brda Przechlewo     | Zawisza Borzytuchom          | [ 10 ] |
| 2013/2014 | Jantar Ustka        | Start Miastko                | [ 11 ] |
| 2012/2013 | Piast Człuchów      | Pogoń Lębork                 | [ 12 ] |
| 2011/2012 | Anioły Garczegorze  | Bytovia II Bytów             | [ 13 ] |
| 2010/2011 | Pogoń Lębork        | Czarni Czarne                | [ 14 ] |
| 2009/2010 | Jantar Ustka        | GKS Pęplino                  | [ 15 ] |
| 2008/2009 | Pomorze Potęgowo    | Czarni Czarne                | [ 16 ] |
| 2007/2008 | Pogoń Lębork        | Koral Dębnica                | [ 17 ] |
| 2006/2007 | Gryf 95 Słupsk      | Polonez Bobrowniki           | [ 18 ] |
| 2005/2006 | Brda Przechlewo     | Czarni Czarne                | [ 19 ] |
| 2004/2005 | Bytovia Bytów       | brak                         | [ 20 ] |
| 2003/2004 | Jantar Ustka        | brak                         | [ 21 ] |
| 2002/2003 | Wybrzeże Objazda    | Sparta Sycewice              | [ 22 ] |